# Seychellerne ved OL
Seychellerne deltog første gang i olympiske lege under Sommer-OL 1980 i Moskva, og har deltaget i alle efterfølgende sommerlege undtaget Sommer-OL 1988 i Seoul. De har aldrig deltaget i vinterlege. Seychellerne har aldrig vundet nogen medalje.

## Medaljeoversigt
| Seychellernes medaljer under de olympiske sommerlege | Seychellernes medaljer under de olympiske sommerlege | Seychellernes medaljer under de olympiske sommerlege | Seychellernes medaljer under de olympiske sommerlege | Seychellernes medaljer under de olympiske sommerlege | Seychellernes medaljer under de olympiske sommerlege |
| ---------------------------------------------------- | ---------------------------------------------------- | ---------------------------------------------------- | ---------------------------------------------------- | ---------------------------------------------------- | ---------------------------------------------------- |
| Lege                                                 | Guld                                                 | Sølv                                                 | Bronze                                               | Totalt                                               | Rang                                                 |
| 1980 Moskva                                          | 0                                                    | 0                                                    | 0                                                    | 0                                                    | –                                                    |
| 1984 Los Angeles                                     | 0                                                    | 0                                                    | 0                                                    | 0                                                    | –                                                    |
| 1988 Seoul                                           | Deltog ikke                                          | Deltog ikke                                          | Deltog ikke                                          | Deltog ikke                                          | Deltog ikke                                          |
| 1992 Barcelona                                       | 0                                                    | 0                                                    | 0                                                    | 0                                                    | –                                                    |
| 1996 Atlanta                                         | 0                                                    | 0                                                    | 0                                                    | 0                                                    | –                                                    |
| 2000 Sydney                                          | 0                                                    | 0                                                    | 0                                                    | 0                                                    | –                                                    |
| 2004 Athen                                           | 0                                                    | 0                                                    | 0                                                    | 0                                                    | –                                                    |
| 2008 Beijing                                         | 0                                                    | 0                                                    | 0                                                    | 0                                                    | –                                                    |
| 2012 London                                          | 0                                                    | 0                                                    | 0                                                    | 0                                                    | –                                                    |
| 2016 Rio de Janeiro                                  | 0                                                    | 0                                                    | 0                                                    | 0                                                    | –                                                    |
| 2020 Tokyo                                           |                                                      |                                                      |                                                      |                                                      | –                                                    |
| Totalt                                               | 0                                                    | 0                                                    | 0                                                    | 0                                                    |                                                      |